# Menegazzia lordhowensis
Menegazzia lordhowensis är en lavart som beskrevs av Elix. Menegazzia lordhowensis ingår i släktet Menegazzia och familjen Parmeliaceae.   Inga underarter finns listade i Catalogue of Life.